# 迈克尔·斯特恩·哈特
迈克尔·斯特恩·哈特（1947 年 3 月 8 日 – 2011 年 9 月 6 日）是一位因发明电子书和创立古腾堡计划（PG）而闻名的美国作家，古腾堡计划是第一个通过互联网免费提供电子书的项目，所以他被称为当代“电子书之父” 。 在没有互联网的时候，他通过ARPANET发布了电子书。 
自从1971年创立古腾堡计划以来，哈特一直为公共领域的免费和版权已过期的作品数字化并分发努力着。最早的电子书是他亲自键入的纯文本文件，虽然后来也提供了其他格式。但是最初的大部分内容都是哈特自己输入的，在这之后越来越多的志愿者加入，项目也逐渐扩大。

## 早期生活
迈克尔·哈特1947年3月8日出生在华盛顿州塔科马。他的父亲是会计，母亲在二战期间是密码分析员，后来成了一家零售店的经理。1958年，全家搬到了伊利诺伊州厄巴纳，父母分别在大学教授莎士比亚研究和数学教育。哈特在伊利诺伊大学学习，仅用两年就获得了人机界面学位。之后，他进了研究生院但没有完成学业。他还当过街头音乐家。  

## 古腾堡计划
在迈克尔·哈特就读伊利诺伊大学时，计算机中心给了他一个用户账户。哈特的哥哥的好友是主机操作员，给了他一个几乎无限使用时间的账户，这个账户在当时的估值在10万美元到1亿美元之间。尽管那里的计算机主要用于数据处理，哈特注意到它连接到了一个网络（后来成为互联网的一部分），他决定利用这些计算机时间来分发信息。哈特回忆说，他的账户是在1971年7月4日创建的，他想通过做一些有价值的事情来“回馈”社会。那天晚上，他在观看独立日烟花庆祝后，在杂货店得到了一份《美国独立宣言》。他把这份文件输入到计算机中，但被告知不能通过电子邮件一次发送给很多人，以免导致电子邮件系统崩溃。因此，他选择将这个电子文本提供给大家下载。  
这标志着古腾堡计划作为全球首个数字图书馆的诞生。哈特开始上传《圣经》以及荷马、莎士比亚和马克·吐温等文学经典的文本版本。截至1987年，他已经以这种方式输入了313本书籍。后来，通过参与伊利诺伊大学PC用户组，并在校内程序员马克·津佐的帮助下，哈特成功招募了志愿者，并为项目建立了镜像站点和邮件列表的基础设施。这些举措极大地提升了项目的扩展速度和影响力，使得古腾堡计划能够迅速发展壮大。  

该项目的使命宣言如下：
“鼓励电子书的创作和传播”
“帮助打破无知和文盲的障碍”
“尽可能向更多的人提供电子书”
他的整体愿景是以尽可能简单的方式开发项目：如《高等教育纪事报》所述，他认为开放获取意味着“不需要专有的显示方式，不需要特殊的软件，也不需要复杂的连接，只需最简单的连接方式。”他最初的目标是在20世纪末，以极低或零费用向公众提供最常被查询的1万本书籍。  

## 其他活动
哈特是一位作家，他的作品可以免费在古腾堡计划的服务器上获取。他还是 RepRap 项目的成员，该项目的目标是创建一台能够自我复制的机器。
此外，哈特还曾参与了1993年早期的一个项目，旨在开发一个名为“Interpedia”的免费且开放获取的“互联网百科全书”。然而，这个项目最终未能超越规划阶段。 

## 个人生活
哈特通过自己作为兼职教授的收入以及古腾堡计划所获得的赠款和捐款勉强度日。他靠着做零工维持生计，并利用伊利诺伊州本笃会学院的未获报酬职位为项目筹集捐款。“我知道这对大多数人来说听起来很奇怪，但我从来没有对金钱体系过分投入。我得到钱时从未大手大脚地花费。这只是一种观念问题。”哈特通过使用家庭疗法、自己修理房屋和汽车，并从废弃零件中制造电脑、音响和其他设备等习惯来尽量减少开支。 
2011 年 9 月 6 日，哈特在伊利诺伊州厄巴纳的家中因心脏病发作去世。享年64岁。 

## 写作风格
迈克尔·哈特的电子邮件和博客文章都采用等宽字体，并且每段文字的每行字符数量相同。    